# Málaga (wijn)

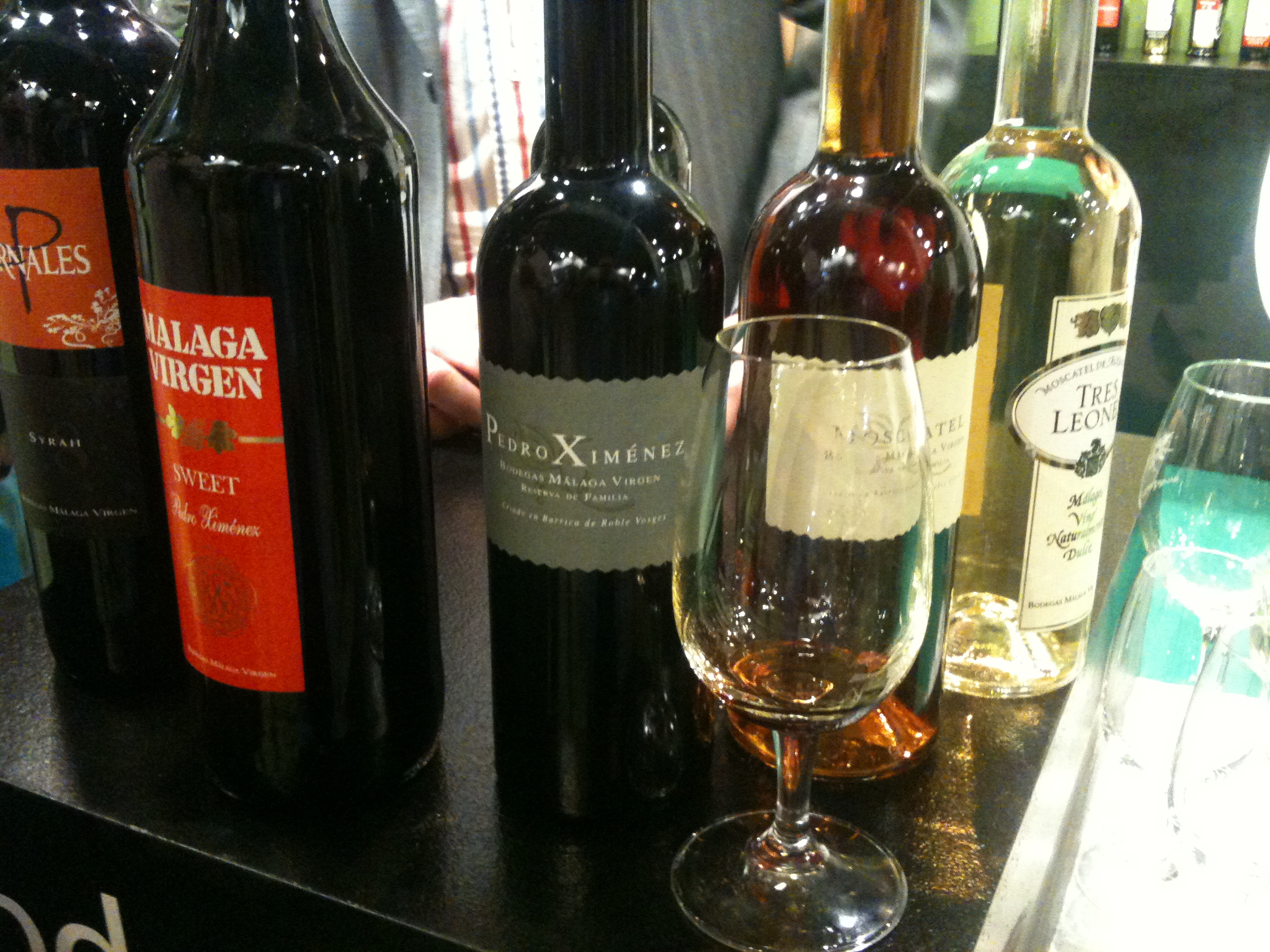

Málaga is een zoete versterkte wijn uit de Spaanse stad Málaga, gemaakt van Pedro Ximénez- en Moscateldruiven. Het centrum van de Málagaproductie is de Sierra de Almijara, met daarnaast ook wijngaarden in Antequera, Archidona, San Pedro Alcantara, Velez Malaga en Competa.
De traditie van wijnmaken in Málaga en omstreken is een van de oudste in Europa. Maar door de druivenplaag van 1878 en de kelderende vraag naar dessertwijn in de twintigste eeuw, vielen de volumes zo sterk terug dat gevreesd werd voor een definitief einde. Recent is er sprake van hernieuwde interesse.
Er is een herkomstbenaming, Denominación de Origen Sierras de Málaga, waarin de voornaamste wijndorpen Frigiliana en Vélez gelegen zijn. Er groeien vele rode en witte variëteiten, maar voor de dessertwijn wordt alleen Pedro Ximénez en Moscatel gebruikt.
Málagawijn wordt tevens gebruikt voor de productie van Málaga-ijs.